# Großschwanzgrackel
Die Großschwanzgrackel (Quiscalus mexicanus) oder Dohlengrackel ist ein Vogel aus der Familie der Stärlinge (Icteridae). Früher wurden die Großschwanzgrackeln mit den Purpurgrackeln (Quiscalus quiscula) zu einer Art zusammengefasst.

## Vorkommen
Das Verbreitungsgebiet erstreckt sich vom Nordosten und Süden von Kalifornien bis nach Arizona, New Mexico, Texas und Louisiana, südlich nach Mexiko und den Golf von Mexiko bis in den Norden von Südamerika. In den letzten Jahren hat sich das Verbreitungsgebiet in Nordamerika bis nach Florida erweitert. Großschwanzgrackeln bewohnen offenes Gelände mit wenig Baumbestand, Felder, Weiden, Mangroven und Bereiche wie Parks in Städten und Vorstädten. Ihre Lebensräume befinden sich oft in der Nähe von Gewässern.

## Merkmale
Männliche Großschwanzgrackeln ähneln im Aussehen stark den Purpurgrackeln. Sie haben jedoch längere Schwanzfedern und ihr glänzendes Federkleid ist einheitlich schwarz bis metallisch glänzend blauschwarz. Die kleineren Weibchen haben ein stumpfes braunes Gefieder mit dunkleren Flügeldecken und Schwanzfedern. Bei beiden Geschlechtern sind die Augen gelb. Ihre kräftigen Beine mit scharfen Krallen sind schwarz wie die Schnäbel. Die Jungvögel haben ein ähnliches Federkleid wie die erwachsenen weiblichen Großschwanzgrackeln, jedoch sind ihre Augen dunkelbraun.

## Ernährung
Großschwanzgrackeln halten sich den größten Teil des Tages am Boden auf und suchen nach Nahrung. Mit ihren kräftigen Beinen laufen oder gehen sie über den Boden, hüpfend bewegen sie sich dabei nicht voran. Sie ernähren sich von Körnern, Früchten, Insekten, kleinen Reptilien und Amphibien, aber auch von kleinen Fischen, Eiern und Nestlingen. Auf den Feldern folgen sie den Traktoren und Mähdreschern und vertilgen die aufgeschreckten Insekten und Sämereien. Von Landwirten werden sie als Plage angesehen, wenn sie in größeren Gruppen in Getreidefeldern einfallen.

## Intelligenz
Obgleich mit dieser Vogelart noch nicht viel geforscht wurde, ist die Dohlengrackel laut einer englischen Studie einer der intelligentesten Vögel der Welt. Demnach lösten die Versuchsvögel nicht nur die Aufgaben, die man sonst Krähen und Raben vorsetzt, mit Bravour, sondern sie veränderten sogar ihr Verhalten und suchten alternative Lösungswege, wenn sich die Aufgabenstellungen änderten. Ein Bericht auf nationalgeographic.de weist darauf hin, dass sich die Grackeln während der Experimente unterschiedlich verhielten, was darauf hinweist, dass sie sich eigene Gedanken machen – genau wie Menschen.

## Unterarten
Es werden acht Unterarten unterschieden:
- Quiscalus mexicanus mexicanus (Gmelin, JF, 1788) kommt von Zentralmexiko bis Nicaragua vor.
- Quiscalus mexicanus nelsoni (Ridgway, 1901) ist vom Südwesten der USA bis in den Nordwesten Mexikos verbreitet.
- Quiscalus mexicanus monsoni (Phillips, AR, 1950) kommt vom westlichen zentralen Teil der USA bis ins nördliche zentrale Mexiko vor.
- Quiscalus mexicanus prosopidicola (Lowery, 1938) ist in zentralen, dem südlichen zentralen Teil der USA bis in den Nordosten Mexikos verbreitet.
- Quiscalus mexicanus graysoni Sclater, PL, 1884 ist im westlichen Mexiko verbreitet.
- Quiscalus mexicanus obscurus Nelson, 1900 kommt im Südwesten Mexikos vor.
- Quiscalus mexicanus loweryi (Dickerman & Phillips, AR, 1966) kommt auf der Halbinsel Yucatán, in Belize an den angrenzenden Inseln vor.
- Quiscalus mexicanus peruvianus Swainson, 1838 ist von Costa Rica bis an die Küsten des nördlichen Perus und Venezuela verbreitet.